# ضمور القشرية الخلفية
ضمور القشرية الخلفية (بالإنجليزية: Posterior cortical atrophy)‏ أو متلازمة بنسون هو أحد أشكال الخرف، والذي يعتبر نوعا شاذا من مرض آلزهايمر. يتسبب المرض في ضمور الجزء الخلفي من القشرة المخية، وينتج عنه ضعف الرؤية تدريجيًا. اكتشف المرض لأول مرة في سنة 1988 على يد الدكتور فرانك بنسون.

## الأعراض
مشاكل الرؤية هي الأكثر شيوعا لدى الأفراد الذين يعانون من ضمور القشرية الخلفية. تنبع المشاكل من الصعوبة التي يواجهها الدماغ المصاب في تفسير المعلومات المرسلة إليه من قبل العين. قد تختلف طبيعة المشاكل البصرية من شخص لآخر، ولكنها غالبًا ما تتضمن:
- صعوبة التعرف على الكائنات في الصور (مثل العناصر المنزلية، خاصة إذا كانت الصور مأخوذة من زوايا مظلمة أو كانت غير مكتملة)
- صعوبة التعرّف على الوجوه (على سبيل المثال: الشخصيات التلفزيونية، الأصدقاء، الأقارب)
- صعوبة تحديد المسافات
- صعوبات في القراءة
- حساسية الضوء

## التشخيص
حتى هذه اللحظة لم يُعرف سبب المرض، لذا فانه لا توجد معايير مقبولة تماما لتشخيص المرض. وهذا يعود إلى تنوع الأعراض وظهورها تدريجيا وأيضا الطبيعة النادرة للمرض وعمر المريض (تظهر الأعراض الأولية في المرضى الذين تتراوح أعمارهم بين 50-60 سنة). في عام 2012، عقد المؤتمر الدولي الأول حول ضمور القشرية الخلفية في فانكوفر، كندا. ومن المؤمل أن يؤدي البحث المستمر والتجارب إلى معايير مقبولة وقياسية لتشخيص المرض.
لتشخيص المرض قد يُطلب من المريض إجراء اختبارات تساعد في تشخيصه واستبعاد الحالات الأخرى التي قد تسبب أعراضًا مشابهة، بما في ذلك:
- اختبارات نفسية عصبية: سيسألك طبيبك بعض الأسئلة، ويجري اختبارات لتقييم مهاراتك المعرفية. وقد تخضع لتقييمات نفسية لتحري الإصابة بالاكتئاب أو غيره من الأمراض النفسية.

- اختبارات الدم: لقياس عوز الفيتامينات، واضطرابات الغدة الدرقية، وغيرها.
- فحص العيون
- التصوير بالرنين المغناطيسي (MRI): يستخدم التصوير بالرنين المغناطيسي موجات راديو قوية ومجالاً مغناطيسيًا لخلق رؤية ثلاثية الأبعاد للدماغ. وفي هذا الاختبار، يستطيع طبيبك أن يرى التشوهات الموجودة في الدماغ، التي قد تكون سبب أعراضك.
- التصوير المقطعي بالإصدار البوزيتروني (PET) أو التصوير المقطعي المحوسب بإصدار فوتون واحد (SPECT). يقوم الطبيب بحقنك في أثناء هذه الاختبارات بكمية صغيرة من مادة مشعة، ويثبت كواشف الانبعاث فوق الدماغ. يوفر التصوير المقطعي بالإصدار البوزيتروني (PET) صورًا مرئية لنشاط الدماغ. بينما يقيس التصوير المقطعي المحوسب بإصدار فوتون واحد (SPECT) تدفق الدم إلى أجزاء مختلفة من الدماغ.[7]

## العلاج
لا يمكن علاج الضمور القشري الخلفي، ولكن يمكن لطبيبك مساعدتك في إدارة حالتك. تتضمن خيارات العلاج:
- الأدوية: قد يعطيك طبيبك أدوية لعلاج الأعراض، مثل الاكتئاب أو القلق.
- العلاج الطبيعي أو المهني أو الإدراكي: قد تساعدك هذه العلاجات على استعادة المهارات التي تأثرت بالضمور القشري الخلفي أو الحفاظ عليها.